# András Wanié

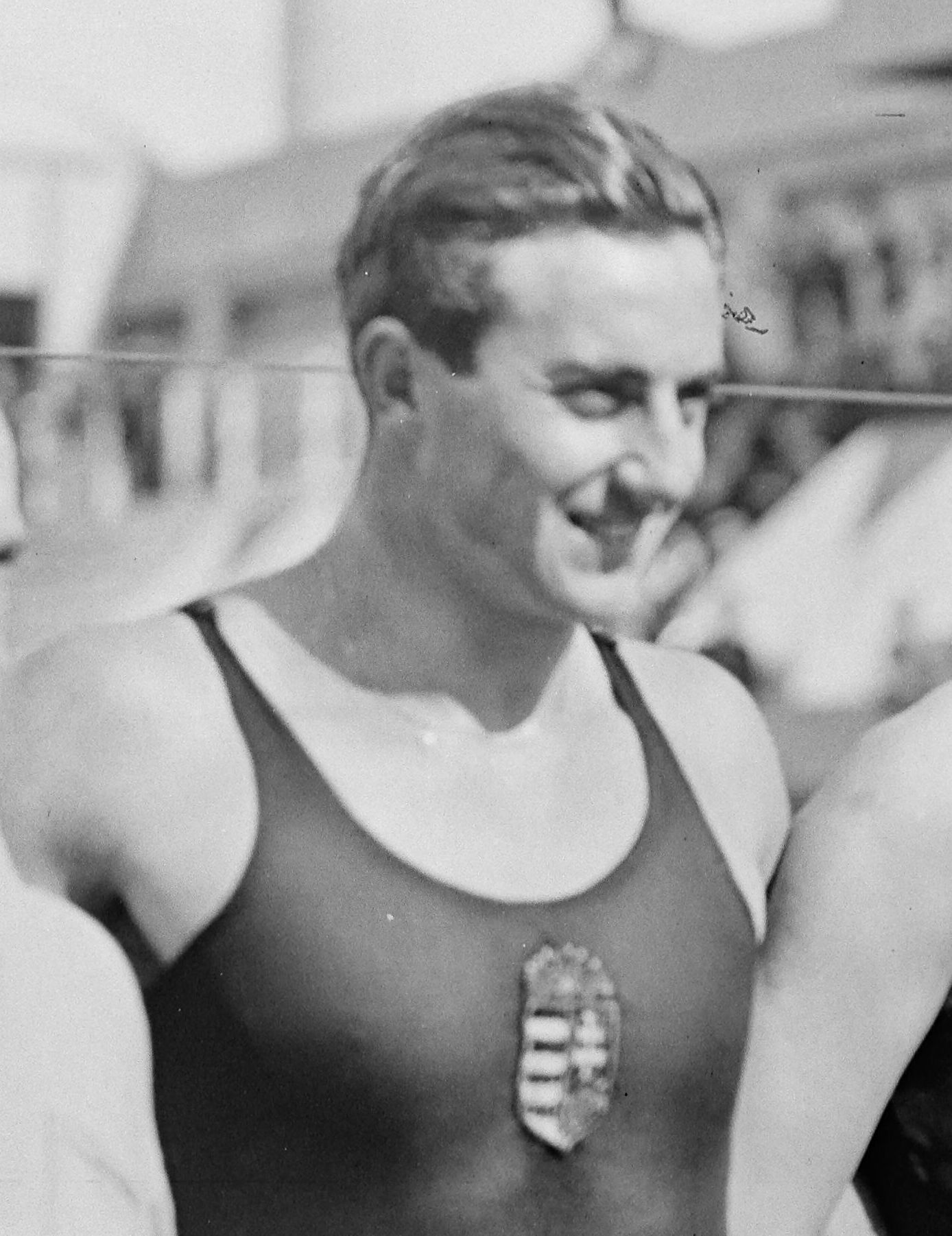
András Wanié (1931)

András Wanié (* 23. April 1911 in Szeged; † 12. November 1976 in Sacramento) war ein ungarischer Schwimmer, der bei den Olympischen Spielen 1932 eine Bronzemedaille gewann. Bei Europameisterschaften gewann er je eine Gold-, Silber- und Bronzemedaille.

## Sportliche Karriere
András Wanié begann seine sportliche Laufbahn 1926 als Mittelschüler. Ab 1929 startete er für Szegedi Úszó Egylet. Von 1926 bis 1933 trat er 21-mal international für Ungarn an.
1926 fanden in Budapest die Schwimmeuropameisterschaften 1926 statt. Bei diesen ersten Europameisterschaften wurden nur Wettbewerbe für Männer angeboten. András Warnié belegte über 400 Meter Freistil den fünften Rang. Die ungarische 4-mal-200-Meter-Freistilstaffel mit Zoltán Bitskey, András Wanié, Géza Szigritz und István Bárány gewann die Silbermedaille hinter der deutschen Staffel. Bereits ein Jahr später fanden in Bologna die Schwimmeuropameisterschaften 1927 statt, bei denen erstmals auch Frauenwettbewerbe ausgetragen wurden. Die ungarische 4-mal-200-Meter-Freistilstaffel der Männer mit Géza Szigritz, den Brüdern Rezső Wanié und András Wanié sowie István Bárány erreichte den dritten Platz hinter den Deutschen und den Schweden. 1928 bei den Olympischen Spielen in Amsterdam erreichte die ungarische 4-mal-200-Meter-Freistilstaffel als Erste des dritten Vorlaufs das Finale. Dort belegten die Brüder Wanié, Szigritz und Bárány in 9:57,0 Minuten als beste europäische Staffel den vierten Platz hinter den Staffeln aus den Vereinigten Staaten, aus Japan und aus Kanada.
Bei den Schwimmeuropameisterschaften 1931 in Paris gewann die ungarische 4-mal-200-Meter-Freistilstaffel mit András Wanié, László Szabados, András Székely und István Bárány den Titel vor der deutschen und der italienischen Staffel. Dabei stellten die Ungarn in 9:34,0 Minuten einen neuen Weltrekord auf. Im Jahr darauf bei den olympischen Schwimmwettbewerben in Los Angeles traten insgesamt sieben Staffeln an, es fanden keine Vorläufe statt. Die japanische Staffel siegte in neuer Weltrekordzeit von 8:58,4 Minuten mit zwölf Sekunden Vorsprung vor der Staffel aus den Vereinigten Staaten. 21 Sekunden dahinter schlug die ungarische Staffel mit Wanié, Szabados, Székely und Bárány als Dritte an mit fünf Sekunden Vorsprung auf die Kanadier. In diesem Rennen waren die Ungarn 2,6 Sekunden schneller als bei ihrem bis zum Olympiafinale gültigen Weltrekord.
András Wanié studierte Politikwissenschaft an der Universität Szeged. 1933 bei den International University Games gewann er eine Bronzemedaille über 100 Meter Freistil und die Goldmedaille mit der Wasserballmannschaft. Nach Abschluss seines Studiums war er im ungarischen Landwirtschaftsministerium tätig. 1940 wurde er Cheftrainer der ungarischen Schwimmer-Nationalmannschaft. András Wanié wanderte später in die Vereinigten Staaten aus.